# إيرييا
إيرييا (بالإنجليزية: Erreà Sport)، هي شركة ملابس رياضية لـ(كرة القدم ، الكرة الطائرة، كرة السلة، لعبة الركبي، واللياقة البدنية والجري، والملابس الداخلية)، تأسست في توريلي، إيطاليا في عام 1988. كانت إيرييا أول شركة إيطالية للملابس الرياضية معتمدة مع شهادة معيار OEKO تكس، الذي تؤكد أن الملابس والمنسوجات خالية من المواد والكيميائية الضارة.

## وصلات خارجية
- Global الموقع الرسمي.
- الموقع الرسمي بالإنجليزية.